# Huawei Mate 50
Huawei Mate 50 é uma série de phablets 4G lançada pela Huawei em 6 de setembro de 2022, incluindo o Mate 50, Mate 50 Pro, Mate 50E e Mate 50 RS Porsche Design. A série Mate 50 adota um layout frontal semelhante ao da série Huawei Mate 20, equipada com um chip SoC Qualcomm Snapdragon 8+ Gen 1 4G baseado em um processo de 4 nm, e o Mate 50E usa um chip Qualcomm Snapdragon 778G 4G.

## Projeto
A série Mate 50 adota duas soluções de tela reta e tela curva na frente, entre as quais o Mate 50/Mate 50 E adota a solução de tela reta, enquanto o Mate 50 Pro/Mate 50 RS Porsche Design adota a solução de tela curva. Além do design Mate 50 RS Porsche, esta série de telefones celulares herda o icônico gene simétrico da família Huawei Mate e incorpora o conceito de design do pino Paris no design do módulo da lente. O Mate 50 RS Porsche Design herda os genes de design dos supercarros, adota um contorno escultural e resistente e o icônico design dinâmico de linhas voadoras.
Devido ao uso da tecnologia de reconhecimento facial 3D, o Mate 50 Pro/Mate 50 RS Porsche Design adota um design de tela cheia com entalhe frontal semelhante ao da série Huawei Mate 20, enquanto o Mate 50/Mate 50 E usa um design de tela cheia centralizado na frente. -design de tela com furo.
Mate 50 E/Mate 50/Mate 50 Pro estão disponíveis em três cores: Frost Silver, Luminous Gold Black e Streamer Purple. Mate 50 e Mate 50 Pro também oferecem versões de couro liso laranja e preto "Kunlun Xiaguang" e "Kunlun Xiaguang" . Amanhece em Kunlun ". O Mate 50 RS Porsche Design está disponível em porcelana azul escuro e porcelana rouge.
Mate 50/Mate 50 Pro/Mate 50 RS Porsche Design também oferece uma versão adicional equipada com o vidro de proteção de tela frontal "Kunlun Glass". Este vidro de proteção de tela obteve a primeira certificação suíça de resistência a quedas de vidro cinco estrelas SGS do mundo. A queda a resistência de toda a máquina pode ser aumentada em até 10 vezes.

## Câmara

### Câmara trazeira
A série Huawei Mate 50 está equipada com o sistema de imagem super óptica variável "XMAGE" da Huawei. A câmera principal desta série está equipada com um Sony IMX766 de 50 megapixels disposto em RYYB e suporta a função de abertura ajustável de dez níveis F1.4-F4. A lente telefoto Mate 50 E/Mate 50 suporta zoom ótico 5x e zoom digital 50x, e a lente telefoto Mate 50 Pro/Mate 50 RS Porsche Design suporta zoom ótico 3,5x e zoom digital 100x. O Mate 50 RS Porsche Design também está equipado com uma câmera telefoto ultra-macro de 48 megapixels para capturar imagens pequenas e em close-up.

### Câmara frontal
O Huawei Mate 50 E/Mate 50 usa uma câmera ultra grande angular de 13 megapixels, e o Mate 50 Pro/Mate 50 RS Porsche Design também possui uma câmera 3D adicional com sensor de profundidade para reconhecimento de luz estruturada em 3D.

## Especificações

### Hardware
Huawei Mate 50 RS Porsche Design, Mate 50 Pro e Mate50 estão todos equipados com chip SoC Qualcomm Snapdragon 8+ Gen 1, enquanto Mate50E usa chip SoC Qualcomm Snapdragon 778G. Afetada pela guerra comercial sino-americana , a Huawei foi sancionada pelos Estados Unidos , resultando no SoC usado na série Mate50 são todas versões 4G.
Tanto o Huawei Mate 50 quanto o Mate 50E estão equipados com uma tela OLED de 6,7 polegadas FHD+ com resolução 2700 × 1224, que suporta uma taxa de amostragem de toque de 300 Hz e uma taxa de atualização de 90 Hz; enquanto o Mate 50 Pro/Mate 50 RS Porsche Design usa um 6,74 polegadas 2616 × A tela OLED de resolução 1212 suporta uma taxa de amostragem de toque de 300 Hz e uma taxa de atualização de 120 Hz. Todos os modelos da série suportam tecnologia de dimerização PWM de alta frequência de 1440 Hz.
Todas as séries Huawei Mate 50 suportam desbloqueio de impressão digital de foco curto sob a tela, Mate 50Pro e Mate 50 RS Porsche Design também suportam reconhecimento facial 3D e Mate 50/Mate 50E suporta reconhecimento facial 2D.
Em termos de duração da bateria, o Huawei Mate 50 e o Mate 50E têm uma capacidade de bateria de 4460 mAh (valor típico), suportam carregamento super rápido com fio Huawei 66W e o Mate50 também suporta carregamento super rápido sem fio Huawei 50W e carregamento reverso sem fio; enquanto o Mate 50 A capacidade da bateria do Pro/Mate 50 RS Porsche Design é de 4700 mAh (valor típico), suporta carregamento super rápido com fio Huawei 66W, carregamento super rápido sem fio Huawei 50W e carregamento reverso sem fio.
Em termos de memória operacional, os Huawei Mate 50E/Mate 50/Mate 50 Pro estão todos equipados com 8GB de memória operacional, enquanto o Mate 50 RS Porsche Design oferece uma versão com 12GB de memória operacional.
Toda a série Huawei Mate50 suporta o uso de cartões de memória NM para expansão do espaço de armazenamento, até 256 GB.

### Software
A Huawei lançou pela primeira vez o seu sistema HarmonyOS 3.0 na série Mate50, e a versão internacional está equipada com EMUI 13.